# Terdak Lingpa
Terdak Lingpa ou Urgyen Terdag Lingpa ou Rigzin Terdak Lingpa (1646-1714). Reconnu comme la réincarnation de Vairotsana, il fut un Tertön et l'un des plus grands Maîtres Nyingmapa. Il fonda en 1676 le monastère de Mindroling où fut imprimé la prophétie de Chogyur Lingpa, un autre Tertön, qui décrivit les 21 incarnations du Karmapa. 
le 5e dalaï-lama, Lobsang Gyatso, dit « le grand Dalaï-lama » fut l'un des disciples de Terdak Lingpa de qui il reçut des transmissions et des instructions. 
Philippe Cornu explique :

« Détenteur de toutes les lignées kama [orales] du Mahayoga (en) de l'Anuyoga et du Dzogchen, Urgyen Terdag Lingpa, encore appelé  Gyourmé Dordjé et Mingling Tertchen, apparaît comme le plus grand maître nyingmapa après Longchenpa. »

Il découvrit de nombreux terma et eut de nombreuses visions de Vairotsana, Padmasambhava et Vimalamitra. 
Terdak Lingpa déclara juste avant de mourir:

« Apparences, sons et conscience sont la déité, son mantra et son corps absolu

Et se déploient à l'infini, comme le jeu des corps divins et des sagesses.

Dans la pratique du grand yoga profond et secret

Puissent-ils être d'une seule saveur et indivisibles au sein de la sphère de l'esprit de sagesse ! »